# الجنيه الملاوي
الجنيه هو العملة الرسمية لمالاوي حتى عام 1971. ومنذ عام 1932، استخدمت مالاوي، التي كانت تُعرف آنذاك بنياسالاند، جنيه روديسيا الجنوبية. وفي عام 1955، صُدرت عملة جديدة تُعرف بجنيه روديسيا ونياسالاند. وبعد نيل مالاوي استقلالها عام 1964، أُعتمدت الجنيه المالاوي كعملة وطنية. كان الجنيه يُقسَّم إلى 20 شلنًا، يُقسَّم كل شلن إلى 12 بنسًا. وفي عام 1971، أُستبدلت الجنيه بعملة الكواتشا العشرية، حيث كان كل جنيه يعادل كواتشين.

## عملات معدنية
في عام ١٩٦٤، صدرت عملات معدنية من النحاس والنيكل، وبفئات ٦ بنسات، و١/-، و٢/-، و٢/٦. حملت جميعها صورة هاستينغز باندا. طُرحت عملات فئة ١ بنس عام ١٩٦٧. كان لفئة ١ بنس حافة ناعمة، بينما كانت جميع العملات الأخرى ذات ٤×٤ نقش متقطع.

## الأوراق النقدية
في 6 يوليو 1964، أصبحت نياسالاند مستقلة عن بريطانيا وأُعيدت تسميتها إلى مالاوي. وظلت إليزابيث الثانية، لمدة عامين، رئيسة للدولة بصفتها ملكة مالاوي. وبعد أن أصبحت جمهورية في عام 1966، أصبحت مالاوي دولة ذات حزب واحد تحت رئاسة هاستينغز كاموزو باندا، الذي ظل رئيسًا حتى عام 1994، عندما أُطيح به من السلطة. تظهر صورته على مقدمة جميع الأوراق النقدية الصادرة خلال العقود الثلاثة التي قضاها في منصبه، مع مشاهد على الظهر تؤكد على الأهمية الكبيرة للزراعة لاقتصاد مالاوي. كما تحمل الأوراق النقدية خلال فترة رئاسته علامات مائية (وأجهزة تسجيل لاحقة) لديك، رمز حزب المؤتمر المالاوي الذي ينتمي إليه باندا. تتكون السلسلة الأولى من الأوراق النقدية المؤرخة عام 1964 والتي أصدرها بنك الاحتياطي المالاوي من الفئات 5/- و10/- و1 جنيه إسترليني و5 جنيهات إسترلينية.

## روابط خارجية
قالب:N-start
قالب:N-before
قالب:N-currency
قالب:N-after
|}